# Gunhild af Polen
Gunhild født Świętosława (døde efter 1014) var en dansk dronning, der efter ca. 955 gift med Sven Tveskæg.
Gunhild var datter af hertugen Mieszko 1. af Polen, og blev først gift med den svenske konge Erik Sejrsæl, med hvem hun fik sønnen Oluf Skotkonung, der senere blev svensk konge. Efter Erik Sejrsæl døde, blev Gunhild gift med den danske konge Sven Tveskæg. Sammen fik de sønnerne Harald 2. og Knud 2. den Store samt datteren Estrid. Hun blev forskudt af sin mand, som dernæst ægtede Sigrid Storråde, og levede nu i Polen, men blev efter Svens død af sine sønner Harald og Knud den Store hentet tilbage til Danmark i 1014.
Ifølge Olav Tryggvasons saga var Gundhild datter af Burislav, som imidlertid ikke ellers kendes. Sagaen fortæller, at:
"Jarl Sigvald havde pågrebet kong Svend og ført ham til Jomsborg i Vendland, hvor han tvang ham til forlig med venderkongen Burislav på den måde, at jarl Sigvald skulle fastsætte vilkårene — jarl Sigvald var gift med Astrid, der var kong Burislavs datter — og i andet fald, sagde jarlen, ville han overgive Svend til venderne. Kongen vidste, at de ville pine ham ihjel og samtykkede derfor i jarlens afgørelse. Jarlen dømte, at kong Svend skulle have Gunhild — kong Burislavs datter — mens kong Burislav skulle have Tyra — Haralds datter og kong Svends søster — og de skulle begge beholde deres magt, og der skulle være fred imellem landene. Så drog kong Svend hjem til Danmark med Gunhild — sin kone. Deres sønner var Harald og Knud den Mægtige."
Aftalen blev imidlertid ikke indfriet. Herom berettes:
"Venderkongen Burislav klagede til jarl Sigvald — sin svigersøn — over at det forlig, jarl Sigvald havde istandbragt mellem kong Svend og kong Burislav, var blevet brudt. Kong Burislav skulle have haft Tyra Haraldsdatter — kong Svends søster — men den forpligtelse var ikke blevet indfriet, for Tyra sagde afgjort nej til at skulle giftes med en gammel hedning. Nu sagde kong Burislav til jarlen, at han ville hævde den aftale, og han bad jarlen drage til Danmark og føre dronning Tyra til ham. Jarl Sigvald opsatte ikke sin færd unødigt; han opsøgte Svend Danekonge og forlagde ham denne sag. Jarlen talte sådan for sagen, at kong Svend overgav ham Tyra — sin søster — i følge med nogle kvinder, hendes fosterfar — en mægtig mand, der hed Øssur Ågesen — og nogle andre folk. Det blev aftalt mellem kongen og jarlen, at de ejendomme, som dronning Gunhild havde haft i Vendland, skulle tilfalde Tyra som tilgift sammen med andre store ejendomme. Tyra græd bittert og drog nødig af sted."
Tyra blev gift, flygtede fra Burislav, valgte at søge til Norge for at undgå udlevering, blev gift med Olav Tryggvason og fik ham overtalt til rejse til kong Burislav for at få denne til at overdrage sin medgift i "Vendland", hvilket skete. På hjemrejsen indtraf slaget ved Svold. Således udløste Gunhilds medgift og Tyras selvrådighed en historisk begivenhed. Der står kvinder bag alt.

## Eksterne kilder og henvisninger
- Svend Tveskægs hustruer på vikingekonger.dk
- Svend Tveskæg Arkiveret 30. november 2016 hos  Wayback Machine på danmarkskonger.dk